# Chiraz Latiri
Chiraz Latiri ou Chiraz Laâtiri (arabe : شيراز العتيري), de son nom complet Chiraz Latiri Cherif, née le 24 mars 1972 à Hammam Sousse, est une enseignante et chercheuse universitaire, directrice d'institution culturelles et femme politique tunisienne.
Directrice de l'Institut supérieur des arts multimédia de La Manouba de 2006 à 2011 puis du Centre national du cinéma et de l'image de 2017 à 2019, elle occupe le poste de ministre des Affaires culturelles en 2020.

## Biographie
Née le 24 mars 1972 à Hammam Sousse, elle devient titulaire d'un doctorat en informatique de l'École nationale des sciences de l'informatique en 2004.
Elle obtient ensuite un poste d'assistante en informatique au sein de l'École supérieure de commerce de Tunis, puis de maître assistante. De 2006 à 2011, elle occupe le poste de directrice de l'Institut supérieur des arts multimédia de La Manouba. Dans le cadre de ses fonctions, elle s'attelle notamment à la mise à niveau de la formation académique en cinéma et audiovisuel en Tunisie via la coopération entre des institutions des deux rives de la Méditerranée.
En 2013, elle obtient une habilitation à diriger des recherches à l'université de La Manouba d'une part, et à l'université de Lorraine d'autre part. Elle devient également maître de conférences, en informatique, à l'université de La Manouba.
De juillet 2017 à novembre 2019, elle occupe le poste de directrice générale du Centre national du cinéma et de l'image (CNCI). À ce titre, elle fonde notamment plusieurs programmes internationaux pour le développement de projets cinématographiques et lance des fonds de co-développement et de co-production cinématographiques. Elle crée aussi un département des industries digitales et créatives au sein du CNCI et met en place un incubateur culturel, le Creative Digital Lab, et un Gaming Lab.
Elle est limogée de ce poste de directrice du CNCI par le ministre Mohamed Zine El Abidine en novembre 2019. Ce limogeage est cité également dans Le Monde par le réalisateur tunisien Ala Eddine Slim : « Un exemple récent est le limogeage par le ministre de la Culture de la directrice du Centre national du cinéma, Chiraz Latiri, qui avait fait un excellent travail à la tête de l'institution. On ne voit pas qu'il y ait eu autre chose qu'une motivation purement arbitraire et personnelle dans cette décision », affirme-t-il.
Elle est appelée en février au sein du gouvernement d'Elyes Fakhfakh et devient ministre des Affaires culturelles, lorsque ce gouvernement est approuvé par l'Assemblée des représentants du peuple. Elle est en poste de février à septembre 2020.